# Бренцікофен
Бренцікофен (нім. Brenzikofen) — громада  в Швейцарії в кантоні Берн, адміністративний округ Берн-Міттельланд.

## Географія
Громада розташована на відстані близько 20 км на південний схід від Берна.
Бренцікофен має площу 2,2 км², з яких на 8,6% дозволяється будівництво (житлове та будівництво доріг), 54,1% використовуються в сільськогосподарських цілях, 36,8% зайнято лісами, 0,5% не є продуктивними (річки, льодовики або гори).

## Демографія
2019 року в громаді мешкало 492 особи (-7,3% порівняно з 2010 роком), іноземців було 1,4%. Густота населення становила 225 осіб/км².
За віковим діапазоном населення розподілялося таким чином: 18,1% — особи молодші 20 років, 61,6% — особи у віці 20—64 років, 20,3% — особи у віці 65 років та старші. Було 224 помешкань (у середньому 2,2 особи в помешканні).
Із загальної кількості 88 працюючих 24 було зайнятих в первинному секторі, 8 — в обробній промисловості, 56 — в галузі послуг.